# Chust (stacja kolejowa)
Chust (ukr: Станція Хуст) – stacja kolejowa w miejscowości Chust, w Obwodzie zakarpackim, na Ukrainie. Jest częścią administracji użhorodzkiej Kolei Lwowskiej. Znajduje się na linii Batiowo - Sołotwyno.
Stacja została otwarta w 1872 jako część kolei Batiowo - Syhot.

## Linie kolejowe
- Batiowo – Sołotwyno